# فرانز فون بابن
فرانز فون بابن (بالألمانية: Franz von Papen) سياسي ألماني (29 أكتوبر 1879-2 مايو 1969) تولى منصب المستشار في جمهورية فايمار من 1 يونيو إلى 17 نوفمبر 1932.
اشتهر بتحالفه مع أدولف هتلر زعيم الحزب النازي وتشكيله ائتلافاً حكومياً معه مما ساعد هتلر في الوصول إلى السلطة.
حوكم في محكمة نورنبيرغ بعد الحرب العالمية الثانية وحصل على البراءة.

## روابط خارجية
- فرانز فون بابن على موقع IMDb (الإنجليزية)
- فرانز فون بابن على موقع الموسوعة البريطانية (الإنجليزية)
- فرانز فون بابن على موقع مونزينجر (الألمانية)
- فرانز فون بابن على موقع قاعدة بيانات الأفلام السويدية (السويدية)
- فرانز فون بابن على موقع إن إن دي بي (الإنجليزية)
- فرانز فون بابن على موقع ديسكوغز (الإنجليزية)